# Mussaenda nivea
Mussaenda nivea är en måreväxtart som beskrevs av Auguste Jean Baptiste Chevalier, John Hutchinson och John McEwan Dalziel. Mussaenda nivea ingår i släktet Mussaenda och familjen måreväxter. Inga underarter finns listade i Catalogue of Life.